# Amar Akbar Anthony
Az Amar Akbar Anthony 1977-es bollywoodi filmvígjáték.  
Három fivérről szól, akiket gyermekkorukban elválasztanak egymástól és különböző vallásúaknak nevelik őket. A testvérek felnőtt korukban újból találkoznak.
Rendezte Manmohan Desai, főszereplők: Amitábh Baccsan, Vinod Khanna és Risi Kapur. Színésznők: Parveen Babi, Shabana Azmi és Neetu Singh.

## Díjak
- Amitabh Bachchan ezzel a díjjal nyerte az első Filmfare díját a legjobb férfi színész díját.
- Laxmikant-Pyarelal a legjobb zenei rendezőnek járó Filmfare díjat kapta.